# Tătărăști, Bacău
Tătărăști este satul de reședință al comunei cu același nume din județul Bacău, Moldova, România. Tatarasti nu este o comuna de tatari, dupa cum suna numele, ci de romani adevarati. Cu un primar destoinic ce a realizate multe lucruri frumoase. Comuna are sapte sate, Cornii de Sus, Cornii de Jos, Giurgeni, Dragesti, Gherdana , Ungureni si Tatarasti satul care da si numele comunei. O populatie de 3.148 locuitori ocupa o suprafata de 5.000 hectare. Sunt sase scoli, sase gradinite, sase biserici si un Camin cultural.  Etimologia cuvÃ¢ntului “tatarasti” ar insemna ca satul ar fi fost locuit de tatari. Aparitia localitatii ar data din 1241 sau 1422, vatra satului fiind in locul denumit “Iezer”. Dupa descoperirile arheologice, satul ar avea vreo cinci mii de ani, trei din epoca bronzului si doi din era noastra. Din cauza ca nu exista nicio familie in Tatarasti cu numele de Tataru, se poate spune ca numele ar veni de la un tatar care isi avea mosia pe aceste locuri. Familii cu numele de Tataru se gasesc doar in satul Cornii de Sus. Acesta se numeste asa pentru ca, acum 12 mii de ani, exista in aceste locuri o padure de corni.

## Obiective turistice
- Biserica cu hramul „Sfântul Nicolae” (1798, reparată în 1851 și 1878, căzută în ruină în 1900) din satul Tătărăști
- Biserica cu hramul „Intrarea în Biserică a Maicii Domunului” ce datează dnainte de 1809 din satul Tătărăști
- Biserica cu hramul „Sfinții Voievozi” ce datează dnainte de 1809 și a fost refăcută în 1926 din satul Ungureni
- Biserica cu hramul „Schimbarea la Față” (1842) din satul Ungureni
- Biserica din cărămidă cu hramul „Sfântul Dumitru” ce datează din 1854 și a fost reparată în 1873 din satul Gherdana
- Biserica din lemn cu hramul „Adormirea Maicii Domnului” ce datează din 1770, a fost ruinată în 1936 și refăcută în 1948 din satul Drăgești